# 山西岩蕨
山西岩蕨（学名：Woodsia sinica）为岩蕨科岩蕨属下的一个种。其种加词sinica，意为“中华的”。